# ناقل مشارك صوديوم/جلوكوز 2
ناقل مشارك صوديوم/جلوكوز 2 (بالإنجليزية: sodium/glucose cotransporter 2)‏ ويُدعى اختصاراً SGLT2، هو بروتين يَتم تشفيره في البشر بواسطة جين أسرة ناقل المذاب 5 (ناقل مشارك صوديوم/جلوكوز) ويُدعى اختصاراً SLC5A2.

## الوظيفة
يعتبر الناقل المشارك صوديوم/جلوكوز 2 من أعضاء أُسرة بروتينات صوديوم-جلوكوز الناقلة والتي تُعبر بروتينات ناقلة للجلوكوز اعتماداً على انتقال الصوديوم، ويُعتبر الناقل المشارك صوديوم/جلوكوز 2 من الأعضاء الرئيسية لهذه الأسرة والتي تُساهم في إعادة امتصاص الجلوكوز في الكُلية.

## مثبطات الناقل لمرض السكري
يطلق اسم جليفلوزين على مُثبطات الناقل المشارك صوديوم/جلوكوز 2 والتي تؤدي إلى انخفاض في مستوى السُكر في الدم، وبناءاً على ذلك تُستخدم هذه المثبطات في علاج مرض السكري النوع الثاني. تمت دراسة دواء كاناجليفلوزين (أحد أعضاء هذه الفئة من الأدوية)، وتم إيجاد أنَّ جليفلوزين تعمل تعزيز مراقبة نسبة السُكر في الدم وأيضاً تُساعد في خفض وزن الجسم وضغط الدم الانقباضي والانبساطي. من الأمثلة على أدوية هذه الفئة دواء كاناجليفلوزين وَداباغليفلوزين وَأمباغليفلوزين والتي قد تؤدي إلى حماض كيتوني سَوِيَّ سُكر الدم. ومن الآثار الجانبية الأُخرى للجليفلوزين زيادة خطر حُدوث عدوى الجهاز البولي وَالعدوى المهبلية بالخميرة.

## الأهمية السريرية
حدوث طفرة في هذا الجين يُؤدي إلى حدوث البيلة السُكرية الكُلوية.

## النماذج الحية
تم استخدام النماذج الحية في دراسة وظيفة الناقل المشارك صوديوم/جلوكوز 2. سلالة فأرة الضربة القاضية (knockout mouse) المشروطة والتي تُدعى Slc5a2tm1a(KOMP)Wtsi تم إنشاؤها كجزء من برنامج الاتحاد الدولي لفأرة الضربة القاضية (مشروع طفرات إنتاجية عالية بهدف إنتاج نماذج حيوانية لبعض الأمراض لتوزيعها على العُلماء المهتمين بدراستها).
أُجري تحري النمط الظاهري على مجموعة من الحيوانات (الذكور والإناث) بهدف تحديد أثر طَفرة الحَذف (طفرة الخَبْن) عليها، حيثُ نُفذت حوالي 22 تجربة على فئران طافرة متماثلة ولوحظ خلل كبير واحد في أحد الذكور.